# Eriocaulon anshiense
Eriocaulon anshiense là một loài thực vật có hoa trong họ Cỏ dùi trống. Loài này được Punekar, Malpure & Lakshmin. mô tả khoa học đầu tiên năm 2004.